# Associação Profissional de Tradutores e Intérpretes da Catalunha

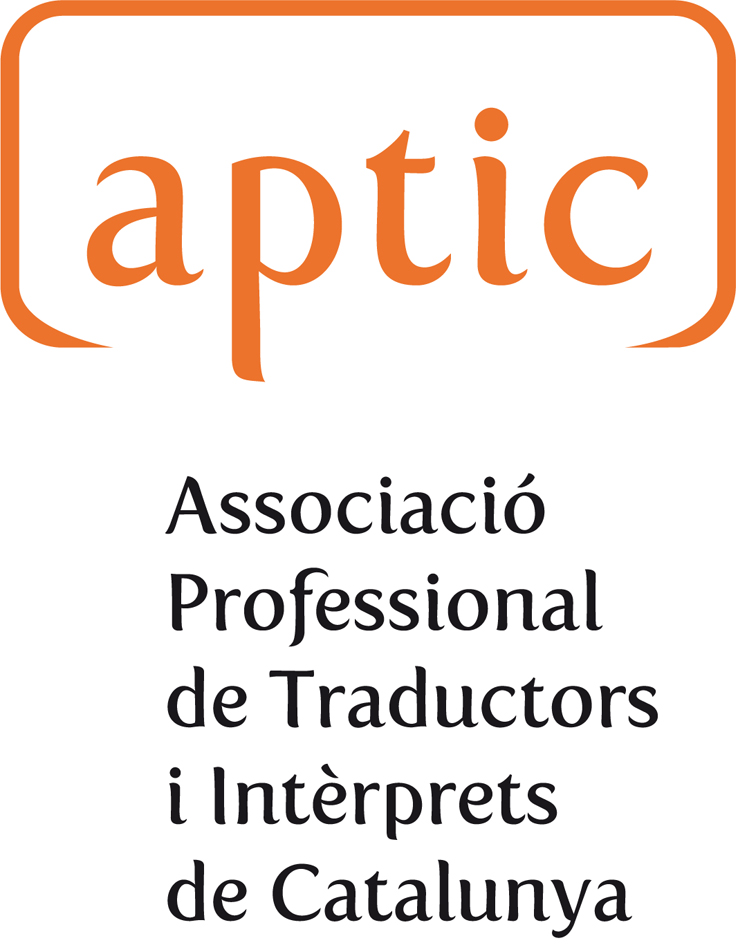
Logotipo da Associação Profissional de Tradutores e Intérpretes da Catalunha (APTIC)

A Associação Profissional de Tradutores e Intérpretes da Catalunha (APTIC) é uma associação independente e sem fins lucrativos. Foi constituída oficialmente a 1 de janeiro de 2009 e está aberta a todos os profissionais do setor com formação académica ou experiência profissional acreditada. É membro da Federação Internacional de Tradutores (FIT) e da Rede Vértice. A APTIC tem mais de vinte anos de experiência na representação e defesa do coletivo de tradutores e intérpretes, e na organização de atividades de formação e promoção para os profissionais do setor. A APTIC é formada por mais de 650 associados.
Foi constituída através da fusão das duas associações generalistas de tradutores e intérpretes da Catalunha: a Associação de Tradutores e Intérpretes da Catalunha (ATIC) e os Tradutores e Intérpretes Associados Pró-Ordem (TRIAC). A ATIC foi fundada em 1994 por um grupo de estudantes de tradução que queriam fazer face à falta de legislação específica e de organização do setor. A TRIAC nasceu um ano mais tarde com o principal objetivo de criar uma ordem oficial de tradutores e intérpretes que permitisse a regulamentação do exercício da profissão na Catalunha.
Durante dez anos as duas associações funcionaram separadamente. Contudo, em 2006, foi apresentada a lei sobre o exercício de profissões diplomadas e de ordens profissionais, que excluía a possibilidade de criar uma ordem oficial de tradutores e intérpretes. Naquele momento, os objetivos da ATIC e da TRIAC passaram a ser os mesmos e começou-se a trabalhar na futura fusão.